# Feudiste
Sous l'Ancien Régime, les feudistes sont des juristes spécialisés dans le droit féodal et les droits seigneuriaux. Recrutés par les seigneurs, ils sont chargés de la réfection des livres terriers, notamment lors des périodes de réaction seigneuriale et nobiliaire, comme à la fin de l'Ancien Régime. Ils sont parfois appelés commissaires à terrier ou commissaires feudistes.

## Le métier de feudiste
Les feudistes sont rompus à l'étude et à l'interprétation des archives seigneuriales qui gardent la trace des droits de toute sorte dont jouissent les seigneurs ou qu'ils cherchent à remettre en vigueur quand, avec le temps, ils sont tombés en désuétude. La rénovation d'un terrier, en vue de réactiver des droits seigneuriaux ou simplement pour permettre une meilleure administration de la seigneurie, est une opération lourde et coûteuse, même pour une petite seigneurie ; elle monopolise longuement l'activité du feudiste, de ses clercs et de collaborateurs comme les géomètres et les cartographes.
Sous la Révolution, après l'abolition des privilèges seigneuriaux et du système féodal, certains d'entre eux se reconvertissent comme archivistes et participent à la mise en place et au classement des dépôts publics d'archives.

## Quelques exemples de feudistes
- Gracchus Babeuf, futur révolutionnaire[2].
- Jacques Baurein.
- Louis Nicolas Hyacinthe Chérin.
- Jean Baptiste Conchon, père d'Hippolyte Conchon.
- Jean-Baptiste et Jean-François Delion[3].
- Étienne Deydier, futur député de l'Ain.
- François Joffre, feudiste et archiviste de Montpellier au XVIIe siècle.
- Jean-Baptiste Larcher[4].
- Pierre-Camille Le Moine[5].
- Pierre-Paul Sirven [6]